# Erik Gundersen
Erik Gundersen (ur. 8 października 1959 w Esbjergu) – duński żużlowiec, występujący również na długim torze.

## Życiorys
Czterokrotny medalista indywidualnych mistrzostw świata: trzykrotnie złoty (Göteborg 1984, Bradford 1985, Vojens 1988) oraz srebrny (Amsterdam 1987). Dziewięciokrotny medalista drużynowych mistrzostw świata: siedmiokrotnie złoty (1981, 1983, 1984, 1985, 1986, 1987, 1988) oraz dwukrotnie srebrny (1982, 1989). Siedmiokrotny medalista mistrzostw świata par: pięciokrotnie złoty (1985, 1986, 1987, 1988, 1989), srebrny (1984) oraz brązowy (1983). Dwukrotny złoty medalista indywidualnych mistrzostw świata na długim torze (Herxheim 1984, Pfarrkirchen 1986). Dziesięciokrotny medalista indywidualnych mistrzostw Danii: pięciokrotnie złoty (1983, 1984, 1985, 1986, 1989), czterokrotnie srebrny (1980, 1982, 1987, 1988) oraz brązowy (1978). Złoty medalista młodzieżowych indywidualnych mistrzostw Danii (1977).
Podczas pierwszego wyścigu finału DMŚ 1989 w Bradford uległ wypadkowi, który zakończył jego karierę. Tuż po starcie, na prowadzącego i lekko zwalniającego przy wyjściu z łuku Gundersena wpadli jadący tuż za nim Amerykanin Lance King i Szwed Jimmy Nilsen, wywracając go. Chwilę później motocyklem uderzył go jeszcze jadący za całą trójką Anglik Simon Cross. Duńczyk doznał złamania kręgosłupa na wysokości szyi. Jako jeden z nielicznych porusza się na własnych nogach, w przeciwieństwie do innych zawodników, których kontuzje kręgosłupa okaleczyły trwale (np. Per Jonsson). Po zakończeniu kariery został na pewien czas trenerem duńskiej kadry. Obecnie jest trenerem kadry duńskich żużlowców w kategorii do 85 cm.

## Przynależność klubowa
Dania
- do uzupełnienia

Wielka Brytania
- Cradley Heath Heathens (1979–1989)

Szwecja
- Vargarna Norrköping (1987–1989)

## Osiągnięcia
Indywidualne Mistrzostwa Świata
- 1981 –  Londyn – 4. miejsce – 11 pkt → wyniki
- 1983 –  Norden – 4. miejsce – 10 pkt → wyniki
- 1984 –  Göteborg – 1. miejsce – 14 pkt → wyniki
- 1985 –  Bradford – 1. miejsce – 13+3 pkt → wyniki
- 1986 –  Chorzów – 10. miejsce – 7 pkt → wyniki
- 1987 –  Amsterdam – 2. miejsce – 24+3 pkt → wyniki
- 1988 –  Vojens – 1. miejsce – 14+3 pkt → wyniki
- 1989 –  Monachium – 4. miejsce – 11 pkt → wyniki

Indywidualne Mistrzostwa Świata Juniorów
- 1978 –  Lonigo – 5. miejsce – 11 pkt → wyniki
- 1980 –  Pocking – 4. miejsce – 11+2 pkt → wyniki

Drużynowe Mistrzostwa Świata
- 1981 –  Olching – 1. miejsce – 9 pkt → wyniki
- 1982 –  Londyn – 2. miejsce – 7 pkt → wyniki
- 1983 –  Londyn – 1. miejsce – 12 pkt → wyniki
- 1984 –  Leszno – 1. miejsce – 12 pkt → wyniki
- 1985 –  Long Beach – 1. miejsce – 10 pkt → wyniki
- 1986 –  Göteborg,  Vojens,  Bradford – 1. miejsce – 33 pkt → wyniki
- 1987 –  Fredericia,  Coventry,  Praga – 1. miejsce – 33 pkt → wyniki
- 1988 –  Long Beach – 1. miejsce – 8 pkt → wyniki
- 1989 –  Bradford – 2. miejsce – 0 pkt → wyniki

Mistrzostwa Świata Par
- 1983 –  Göteborg – 3. miejsce – 8 pkt → wyniki
- 1984 –  Lonigo – 2. miejsce – 10 pkt → wyniki
- 1985 –  Rybnik – 1. miejsce – 16 pkt → wyniki
- 1986 –  Pocking – 1. miejsce – 19 pkt → wyniki
- 1987 –  Pardubice – 1. miejsce – 26 pkt → wyniki
- 1988 –  Bradford – 1. miejsce – 17 pkt → wyniki
- 1989 –  Leszno – 1. miejsce – 20 pkt → wyniki

Indywidualne Mistrzostwa Świata na długim torze
- 1984 –  Herxheim bei Landau/Pfalz – 1. miejsce – 23 pkt → wyniki
- 1986 –  Pfarrkirchen – 1. miejsce – 25 pkt → wyniki
- 1987 –  Mühldorf – 7. miejsce – 10 pkt → wyniki

Indywidualne Mistrzostwa Danii
- 1978 – 3. miejsce → wyniki
- 1980 – Fjelsted – 2. miejsce – 13 pkt → wyniki
- 1981 – Vojens – 4. miejsce – 10 pkt → wyniki
- 1982 – 2. miejsce → wyniki
- 1983 – Hillerød – 1. miejsce – 15 pkt → wyniki
- 1984 – Brovst – 1. miejsce – 13+3 pkt → wyniki
- 1985 – Fredericia – 1. miejsce – 15 pkt → wyniki
- 1986 – Randers – 1. miejsce – 14 pkt → wyniki
- 1987 – 2. miejsce → wyniki
- 1988 – Brovst – 2. miejsce – 13 pkt → wyniki
- 1989 – Slangerup – 1. miejsce – 15 pkt → wyniki

Młodzieżowe Indywidualne Mistrzostwa Danii
- 1977 – 1. miejsce → wyniki